# Символ веры

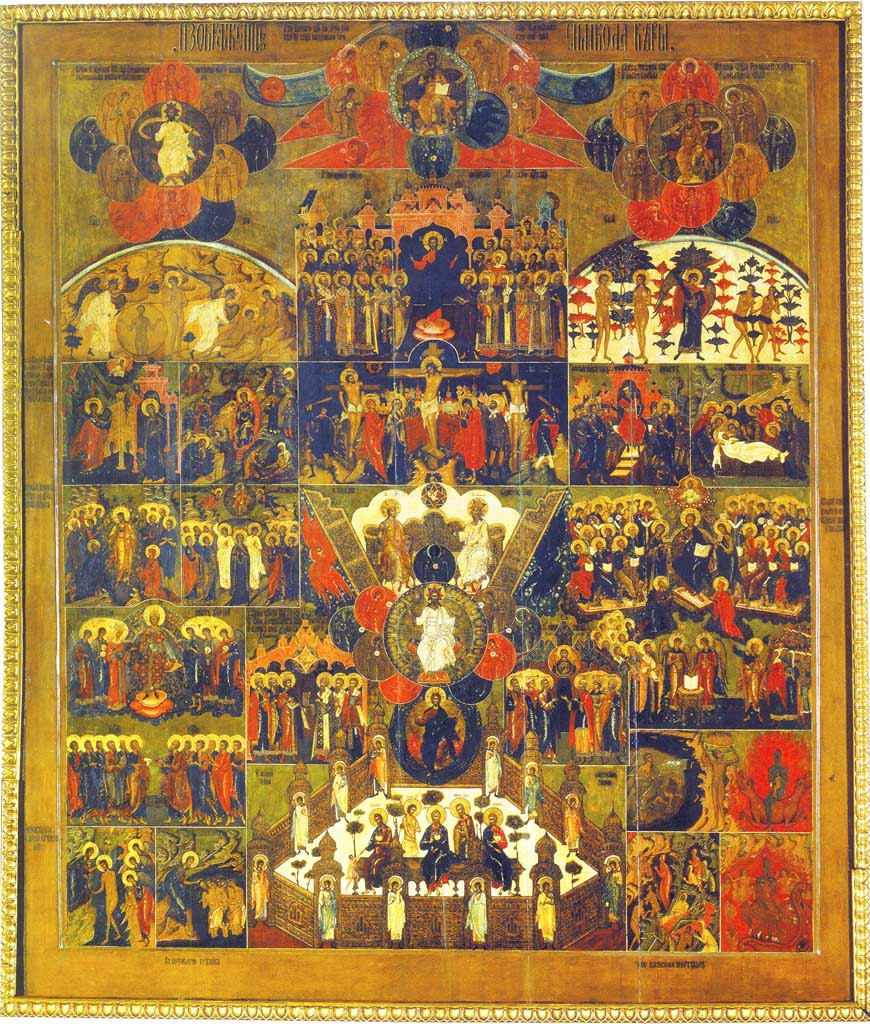
Визуальное изображение христианских догматов, XVII век

Си́мвол ве́ры (от греч. σύμβολον — «знак, метка» (удостоверяющие личность при деловой встрече), от συμ-βάλλειν — «соединять») — задокументированный перечень основополагающих догматов христианского вероучения. Термин происходит от древнегреческого наименования документов данного рода. Греческое слово «символ» (σύμβολον) означает знак, по которому христиане узнают друг друга, а также нечто единое, составленное из различных частей.
В христианстве под «символами веры» традиционно понимали краткое изложение догматов Церкви.
Некоторые[кто?] богословы обособляют собственно «символы веры» от «соборных вероизложений», то есть от изложений христианского вероучения в деяниях Вселенских соборов, или отличают, кроме того, «исповедания веры», изданные отдельными лицами. Символы веры всегда отличаются краткостью; они только излагают в аподиктической форме простых предложений или неоспариваемых фактов главные догматические положения, без доказательств, как предмет для восприятия верою.

## История христианских символов веры
Основа христианской веры есть утверждение, что Бог ради спасения людей от бремени первородного греха послал своего Сына на землю, который родился от Приснодевы Марии и воплотился (вочеловечился) в Иисусе Христе, был распят, умер и воскрес в третий день, победив смерть.
Первые отцы Церкви излагали перед своими учениками учение Иисуса Христа и апостолов, составлявшее ту норму их пастырской деятельности, которая обозначалась словами πιστις κάνων αληθεία, regula veritatis («правило истины»), и входила в состав христианской disciplinae arcanae («тайное учение»). Сами отцы Церкви нередко замечают, что πιστις, или regula fidei («правило веры»), преподана апостолами, которые сами получили её от Христа. Письменное изложение некоторых деталей этой regula fidei впервые появилось около 140 года в евангельской формуле крещения («во имя Отца и Сына и Святого Духа»), у Тертуллиана, Киприана, Фирмилиана Кесарийского, в канонах Коптской церкви.
Первый прообраз Символа веры появился у апостола Павла: «Ибо я первоначально преподал вам, что и сам принял, то есть, что Христос умер за грехи наши, по Писанию, и что Он погребён был, и что воскрес в третий день, по Писанию, и что явился Кифе, потом двенадцати; потом явился более нежели пятистам братий в одно время, из которых большая часть доныне в живых, а некоторые и почили; потом явился Иакову, также всем апостолам» (1Кор. 15:3—7).
Руфин Аквилейский и Маркелл Анкирский приводили Староримский Символ веры на латинском (Руфин) и греческом (Маркелл) языках. К Староримскому восходит Апостольский Символ веры.
Руфин нашёл так называемый «Апостольский Символ веры», написанный на латинском языке. В толковании на этот Символ веры Руфин утверждал, что это — подлинный текст Символа, составленного апостолами на соборе в Иерусалиме. Явившись на собор, апостолы имели каждый свой особый символ, составленный применительно к потребностям места проповеди каждого из них; затем они решили общими силами составить один образец веры, который мог бы служить для них во время проповеди руководством и правилом, охраною от возможного разногласия. Они назвали своё коллективное произведение «Символ веры», что указывает на сбор или выборку содержащегося в нём учения из проповеди всех апостолов. Найденный им символ Руфин называл «Апостольским» или потому, что каждое слово в нём дано апостолами (1Кор. 11; Деян. 15), или потому, что он содержит веру, несомненно, проповеданную апостолами.
Но так как в каждом месте, где проповедовали апостолы, существовал свой символ веры, то название «Апостольского» Символа веры справедливо и по отношению ко многим другим символам веры.
Римско-католическая церковь считает «Апостольский Символ веры» одним из важнейших христианских символов веры, в частности, он входит в состав молитвы Розария. Слово «Апостольский» по современному толкованию означает, что Символ излагает проповеданную апостолами веру, а не принадлежность текста перу апостолов, хотя в Средние века даже предпринимались попытки предположить, какие именно слова в Апостольском Символе веры какому именно апостолу принадлежат.
Самим Руфином текст Апостольского Символа веры очищен от примесей аквилейской его редакции. Мартиньи (Dictionnaire, стр. 755) сообщает 4 текста этого Символа с разными чтениями. Современный текст Символа впервые встречается в письменных источниках VI века.
С точки зрения православия, основным документом христологии которого является Халкидонский Символ веры, в триадологии завершительным актом в области символов веры служит Никео-Цареградский Символ веры, первая часть которого была составлена на Никейском соборе (325 год), а вторая — на соборе Константинопольском (381 год), где обе части Символа веры были соединены в один документ. Исповедание и прочтение Никео-Цареградского Символа при крещении есть неотъемлемая часть таинства; за крещаемых младенцев Символ веры читает его крёстный родитель.

## Происхождение понятия

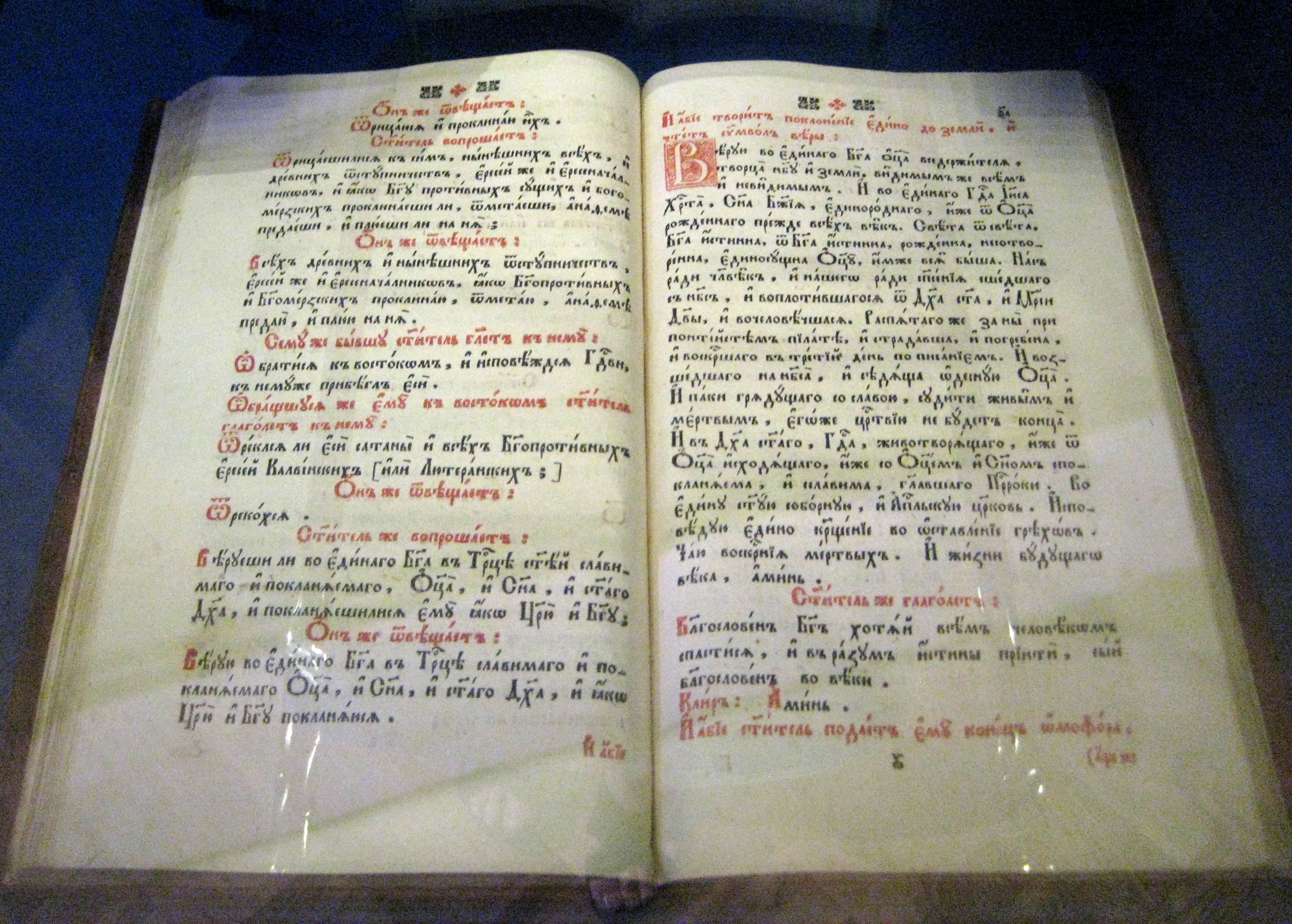
Символ веры. В книге «Чинопоследование соединяемым из иноверных к православнокафолической восточной церкви». Киев, 1759. ГИМ. Аналогично прочитанному вел. кн. Екатериной Алексеевной при переходе в православную веру 28 июня 1744 года

Понятие Symbolum в смысле исповедания веры впервые появляется в середине III века в переписке святого Киприана, епископа Карфагенского, и святого Фирмилиана Кесарийского, где упоминается «Символ Троицы», понимаемый как составная часть последования таинства святого Крещения (Cypr. Carth. Ep. ad Magnum. 7-8; Ep. Firmiliani ad Cyprianum contra ep. Stephani. 10). Но в целом в первые века христианства Символ обозначался иным образом («правило веры», «учение», «предание» и т. д.).
— В. В. Чернов. Апостольский символ веры // Православная энциклопедия. — М., 2001. — Т. III : Анфимий — Афанасий. — С. 124—125. — 752 с. — 40 000 экз. — ISBN 5-89572-008-0.
Самое название «символ веры» в древности Церковью не применялось; в первый раз оно встречается у Амвросия Медиоланского в его «послании» (XLII) к папе Сирицию. Вообще, обычай называть исповедания веры «символами» — обычай западный, и само словосочетание «символ веры» вошло в употребление в применении к тому, что на греческом Востоке носило название «учения веры».
Восточные Отцы Церкви и соборы и в IV веке не давали исповеданиям веры имени «символ веры», называя их «изложениями веры» или «верою». Во главе «вероизложений», сделанных отдельными богословами, русский историк церкви И. В. Чельцов в XIX веке ставил рассуждение пресвитера Викентия, монаха Леринского монастыря (пис. ок. 434 г.). Вероизложения и исповедания пишутся авторитетными иерархами или другими учёными лицами вследствие особых обстоятельств, например, по просьбе какой-либо церкви, уклонившейся некогда от восточно-православного и вселенского единства. И. В. Чельцов приводил следующие заглавия символов веры:
- апостольская вера Иерусалимской церкви;
- церковная вера Кесарие-палестинской церкви;
- вселенская вера Антиохийской церкви;
- апостольская вера Церкви кипрской и церквей малоазийских;
- апостольские догматы Александрийской церкви;
- апостольский символ веры Римской церкви.

О происхождении этих символов веры от самих апостолов свидетельствует убеждение всей древности, а также почти полное тождество всех исчисленных шести символов по содержанию.
Богословы Ириней и Тертуллиан, указывая на формы символов веры, говорили о них не как о чём-то новом, а как о предании апостольском (1Тим. 6:12; 1Пет. 3:21). Символ веры, читаемый каждым взрослым при крещении, Тертуллиан называл «правилом, Христом установленным, высшим для нас всяких недоумений». Он же замечал, что крещающиеся произносят правило веры в форме ответов на вопросы, даваемые крещающим пресвитером, причём «вопрошаемые отвечают подробнее, чем Господь установил в Евангелии».
Проповедник Кирилл Иерусалимский Символ веры Иерусалимской церкви, сохранённый им в надписях его огласительных поучений, называл «святою и апостольскою верою»; Макарий Иерусалимский, по свидетельству Геласия Кизического, на соборе Никейском тот же Иерусалимский Символ веры назвал «апостольскою непреложною верой, которую церковь Христова хранит изначала, по преданию от самого Господа, чрез апостолов, из поколения в поколение, и будет хранить во веки». Иоанн Кассиан, приводя текст Антиохийского Символа веры, замечал, что в нём изложена вера всех церквей, так как одна вера для всех. Александр, епископ Александрийский, называл Александрийский Символ веры «апостольскими догматами Церкви», то есть получившими начало от самих апостолов.

## Авраамические религии

### Христианство

#### Символы веры в богословии
В течение почти двух тысячелетий существования христианства в мире каждое христианское общество вырабатывает свои символы веры. Возникла новая отрасль богословия — символика, изучающая сравнительно символы веры разных вероисповеданий и с большим успехом заменяющая так называемое полемическое, или обличительное, богословие старого времени. Шлейермахер называет символику «сравнительной догматикой», Пельт — средством к «познанию конфессиональных принципов всех вероисповеданий».

##### Апостольский Символ веры
Самым ранним символом веры, которому было дано собственное название, был Апостольский Символ веры. Христианское предание приписывает его всем двенадцати апостолам, якобы каждый из них сказал одно предложение этого символа веры. Само такое приписывание вряд ли верно, но Апостольский Символ веры сам собой довольно старый; скорее всего он был составлен на основе катехизиса, используемого при крещении взрослых, и в этом виде он мог быть составлен во II веке. Апостольский Символ веры, скорее всего, был сформулирован в противовес докетизму и другим аналогичным идеям.

##### Никео-Цареградский Символ веры
Составлен Первым Вселенским собором (Никея, Малая Азия) в 325 году (см. Никейский Символ веры); в 381 году расширен и дополнен Вторым Вселенским собором (Константинополь). По названиям мест, где проходили соборы, получил название Никео-Константинопольского или Никео-Цареградского Символа. Никео-Цареградский Символ веры унаследовал основные свои положения из Апостольского Символа веры. Кроме того, в него Первым Вселенским собором добавлены положения из христологии и о Троице, ставящие своей целью отторжение арианства (в частности, отдельным решением Первый Вселенский собор установил, что арианство является ересью).
Никео-Цареградский Символ веры используется как в православии, так и в католицизме. В последнем случае обычно с дополнением «филиокве» (указанием на нисхождение Святого Духа не только от Бога-Отца, но «и от Сына»). Филиокве обязательно в латинском обряде Католической церкви (кроме греческого языка богослужения), однако в ряде Восточнокатолических церквей (например, Греческой) филиокве не используется.

##### Другие христианские символы веры
Среди всего остального множества символов веры можно выделить следующие:
- Символ или «Изложение веры» Григория Неокесарийского;
- Афанасьевский Символ веры;
- Халкидонский Символ веры;
- Тридентский Символ веры — католический Символ веры, принятый на Тридентском соборе;
- Символ веры Народа Божия папы Павла VI, (1968 год);
- Аугсбургское исповедание от 1530 года;
- 39 статей — вероисповедание Англиканской церкви;
- Символ веры методистской церкви (см. основы вероучения Армии спасения).

### Иудаизм
В иудаизме символом веры указан единственный стих «слушай, Израиль: Господь, Бог наш, Господь един есть» (Втор. 6:4). Позднее Маймонид предложил 13 принципов иудаизма, описанных в комментариях к Мишне (Санхедрин 10), которые однако не были восприняты иудейскими общинами в качестве символа веры. Иммануэль Римский написал поэму 4-я «Тетрадь», где воспел Символ веры Маймонида. На основании поэмы возникли молитвы «Игдал» и «Ани маамин», поэтически перечисляющие Символ веры Маймонида.

### Ислам
В исламе символом веры выступает шахада «свидетельствую, что нет иного божества, кроме Аллаха и ещё свидетельствую, что Мухаммед — посланник Аллаха».